# Ручей (Вологодская область)
Ручей — деревня в Вытегорском районе Вологодской области.
Входит в состав Оштинского сельского поселения, с точки зрения административно-территориального деления — в Оштинский сельсовет.
Расстояние по автодороге до районного центра Вытегры — 74 км, до центра муниципального образования села Ошта — 14 км. Ближайшие населённые пункты — Карданга, Курвошский Погост, Симаново.
По переписи 2002 года население — 1 человек.